# Liste der Bischöfe von Willesden
Die Liste der Bischöfe von Willesden stellt die bischöflichen Titelträger der Church of England, der Diözese von London, in der Province of Canterbury dar. Der Titel wurde nach Willesden benannt.
| Liste der Bischöfe von Willesden | Liste der Bischöfe von Willesden | Liste der Bischöfe von Willesden | Liste der Bischöfe von Willesden                    |
| Von                              | Bis                              | Name                             | Anmerkungen                                         |
| -------------------------------- | -------------------------------- | -------------------------------- | --------------------------------------------------- |
| 1911                             | 1929                             | William Perrin                   |                                                     |
| 1929                             | 1940                             | Guy Smith                        | danach Bischof von Leicester                        |
| 1940                             | 1942                             | Henry Campbell                   | danach Bischof von Kensington, Guildford und London |
| 1942                             | 1950                             | Edward Jones                     | danach Bischof von Saint Albans                     |
| 1950                             | 1955                             | Gerald Ellison                   | danach Bischof von Chester und London               |
| 1955                             | 1964                             | George Ingle                     | vorher Bischof von Fulham                           |
| 1964                             | 1973                             | Graham Leonard                   | danach Bischof von Truro und London                 |
| 1974                             | 1985                             | Hewlett Thompson                 | danach Bischof von Exeter                           |
| 1985                             | 1991                             | Thomas Frederick Butler          | danach Bischof von Leicester                        |
| 1992                             | 2000                             | Graham Dow                       | danach Bischof von Carlisle                         |
| 2001                             | 2021                             | Pete Broadbent                   |                                                     |
| 2022                             | Gegenwart                        | Lusa Nsenga-Ngoy                 |                                                     |